# Asiatische Weichratten
Die Asiatischen Weichratten (Millardia) sind eine Nagetiergattung aus der Gruppe der Altweltmäuse (Murinae). Die Gattung umfasst vier Arten.

## Allgemeines
Diese Nagetiere erreichen eine Kopfrumpflänge von 8 bis 20 Zentimetern, wozu noch ein 7 bis 19 Zentimeter langer Schwanz kommt. Namensgebendes Merkmal ist das weiche, nicht stachelige Fell. Ihr Rücken ist braun bis graubraun gefärbt, die Unterseite ist weiß. Die Ohren sind relativ groß, der Schwanz ist behaart.
Beheimatet sind diese Tiere im südlichen Asien, ihr Verbreitungsgebiet erstreckt sich von Pakistan über weite Teile Indiens bis Myanmar, auch in Sri Lanka kommen sie vor. Lebensraum sind Grasländer und Sümpfe, aber auch Felder. Sie sind nachtaktiv, als Verstecke dienen ihnen Erdbaue – auch solche anderer Tiere – oder Steinhaufen. Ihre Nahrung sind Körner, Samen und grüne Pflanzenteile.

## Systematik
Nach Wilson & Reeder (2005) sind die Asiatischen Weichratten Namensgeber der Millardia-Gattungsgruppe, einer südasiatischen Radiation der Altweltmäuse, die daneben noch die Gattungen Indische Felsenratten (Cremnomys), Crump-Mäuse (Diomys) und Blanford-Ratten (Madromys) umfasst. Nach den genetischen Untersuchungen von Lecompte et al. (2008) bilden zumindest die Asiatischen Weichratten und die Indischen Felsenratten eine eigene Tribus, Millardini.
Folgende vier Arten werden unterschieden:
- Millardia gleadowi lebt in Pakistan und dem nordwestlichen Indien.
- Millardia kathleenae ist in Myanmar endemisch.
- Millardia kondana kommt nur an einer Stelle, dem Singharh-Plateau im Bundesstaat Maharashtra vor.
- Millardia meltada bewohnt Pakistan, Indien, Nepal und Sri Lanka.

M. kondana gilt aufgrund seines kleinen Verbreitungsgebietes als „vom Aussterben bedroht“ (critically endangered), die anderen drei Arten sind laut IUCN nicht gefährdet. M. meltada vermehrt sich manchmal dermaßen stark, dass sie als Plage gelten und zahlreiche landwirtschaftliche Flächen verwüsten.